# NBAプレーオフ
NBAプレーオフ（NBA Playoffs）は、北米プロバスケットリーグであるNBAのレギュラーシーズン終了後、東西の各カンファレンスから8チームずつが進出し、7戦4勝制のトーナメント方式によりチャンピオンを決するためのプレーオフ（ポストシーズンシリーズ）をいう。各カンファンレンスにおける優勝チームの決定戦（準決勝に相当）をNBAカンファレンスファイナル、各カンファレンスのトーナメントを勝ち抜いたチーム同士による決勝戦をNBAファイナルと呼ぶ。
NBAレギュラーシーズン終了時点における東西各カンファレンス上位6チームと、以下の方式で決められる第7シード第8シードがワイルドカードとしてNBAプレーオフに進出する（プレーイン・トーナメント）。
- 勝率7位と8位のチームが対戦（セブン・エイト・ゲーム）。勝者はプレイオフ第7シードを獲得
- 勝率9位と10位のチームが対戦（ナイン・テン・ゲーム）。勝者はセブン・エイト・ゲームの敗者と対戦し、勝利した方が第8シードを獲得

トーナメント1回戦の「ファースト・ラウンド（カンファンレンス準々決勝）」の勝者は、「カンファレンス準決勝」へと進出する。さらに同準決勝の勝者が「カンファレンス決勝」に進出する。最終的に各カンファレンスのチャンピオン同士がNBAファイナルにおいて対戦することとなる。
以前は1回戦は5戦3勝制のシステムであったが、現在は各ラウンドともに7戦4勝制となっている。NBAファイナルを除く各ラウンドの試合会場は2-2-1-1-1のフォーマットでホームとアウェイの試合となり、NBAファイナルにおいては、2-3-2のフォーマットにて試合会場が割り振られていたが、2013－14シーズンより公平性の問題から2-2-1-1-1のフォーマットで行われるようになった。

## 沿革
NBA（1949年にNBL（National Basketball League）と合併するまではBAA（Basketball Association of America）と呼ばれていた）の最初のシーズンである1947年には、東西の地区の上位各3チームがプレーオフへの出場権を有した。各地区1位の2チームがファイナルへの出場を争って7戦4勝制の準決勝を行った。残りの4チームは3戦2勝制のプレーオフを2ラウンド行うことで準決勝の勝者と対戦するチームを決定した。この年には、最初のNBAファイナル（当時の呼称はBAAチャンピオンシップ）で、フィラデルフィア・ウォリアーズがシカゴ・スタッグスを4勝1敗で下した。
1949年のプレーオフでは、各地区に1チームずつ追加され、シードチームがなくなり、2ラウンドの3戦2勝制のトーナメントが行われた。各勝者は7戦4勝制のチャンピオンシップを戦った。1950年はNBLとの合併等でチーム数が増え従来の地区に加え中部地区ができ（このシーズンのみ）、最高勝率を上げたシラキューズ・ナショナルズの所属する東部地区がシードされる形でトーナメントが行われ、ミネアポリス・レイカーズがナショナルズを6戦で破ってNBAに名前が変わって初めてのチャンピオンの座に就いた。
1951年から53年にかけて、地区の決勝がそれぞれ5戦3勝制に変更された。インディアナポリス・オリンピアンズが消滅した1954年、NBAプレーオフは初めて総当り制を導入し、これは歴史上唯一の総当り制の実施となった。1955年から66年には元の6チームによる対戦に戻され、1958年には地区の決勝が7戦4勝制に、61年にはディビジョンの準決勝が5戦3勝制に拡張された。
1967年には、プレーオフ進出チームは再び8チームに増やされ、3ラウンドのトーナメントが組まれた。1年後、地区の準決勝は7戦4勝制に変更された。1971年には、それまでの東西2地区制から東西2カンファレンスをそれぞれ大西洋と中部、中西部と太平洋の地区に分ける形に再編された。1975年には各カンファレンスの5位のチームが、1977年には6位のチームがプレーオフにおいて3戦2勝制の第1ラウンドを戦うようになった。
1984年にはついに、トーナメントは現在の16チームの形式に拡張され、第1ラウンドは5戦3勝制に変更された。2003年には第1ラウンドもまた7戦4勝制に変更された。
2004年、シーズンの開始にあたり、30番目のNBAのチーム（シャーロット・ボブキャッツ）の追加に伴い、NBAは地区を再編成した。その結果、各カンファレンスは5チームずつの3つの地区を有することとなり、各地区の勝者は、カンファレンスにおいて8位までの順位に入っているかを問わずにプレーオフにおける上位3つのシードを保証されることとなった。これは2005-06シーズン終了後に幾分修正された。地区の勝者はプレーオフへは自動的に進出出来るものの、第3シード以内が保証されることはなくなった（この事については下記参照）。また、地区の勝者にホームコートアドバンテージが保証されないことは変わらなかった。このシステムの下では、地区の首位で第3シードになっても、カンファレンスの勝率上位チームが他の地区に固まった場合、対戦相手の第6シードのチームがホームコートアドバンテージを有することもあり得る。

## プレーオフの方式変更
シャーロット・ボブキャッツの新規加入に伴うNBAの地区の再編の後に導入された、2005-06シーズンのNBAプレーオフに用いられたプレーオフの方式はシーズンの最中に議論を呼んだ。そして、2006-07シーズンの開始前に変更されることとなった。
アメリカの主要なプロスポーツのリーグ（NFL、NHL、MLB、NBA）では、地区のチャンピオンを地区で優勝していないプレーオフ参加チームよりも上位にシードするのが慣例となっていた。これはカンファレンスやリーグ全体での成績の順位を問わないものであった（ホームコートアドバンテージについては、通常勝敗に基づいてのみ割り当てられていた）。2006年から07年のシーズンの前までは、NBAにおいても同様であった。
NBAが2つのカンファレンスに分けられた当時、それぞれのカンファンレンス(東・西)には2つの地区が設けられ、各地区で2位に終わったチームはカンファレンスの3位シードより上のシードは得られなかった。上位2つのシードは各地区の勝者のために確保されていたからである。このシステムを変更することについての議論はあまりなされてこなかった。しかし、NBAがその2つのカンファレンスをそれぞれ3つの地区に再編した後には各地区は5チームから構成され（プレーオフにおけるシードに関するルールはほとんど変更されなかった）、カンファレンスで最も良い勝敗成績を残した2チームがカンファレンスの決勝ではなく、カンファレンスの準決勝で対戦する可能性が出てきた。

### 2006年NBAプレーオフにおける議論
例えば2005-06シーズンで、ダラス・マーベリックスとサンアントニオ・スパーズはウェスタン・カンファレンスに属する他のチームより抜きん出て良い成績を収め、ウェスタン・カンファレンス全体で一二を争う位置にいたが、両チームとも同じサウスウェスト地区に属していたため、第1シードと第4シードで準決勝で戦う可能性があった。なぜなら上記にあるように、NBAでは地区のチャンピオンチームを地区で優勝していないプレーオフ参加チームよりも上位にシードするのが慣例となっていた。そのため同地区で優勝できなかった方のチームは同地区で優勝したチームに次いでウェスタン・カンファレンス全体の勝利数で2位になっても、他の2地区で優勝した2チームのほうが高いシードになってしまい、第4シードになってしまうからである。
結果、スパーズがサウスウェスト地区を優勝し、他の2地区で優勝した2チームを合わせた3チームの中で勝利数1位であったため第1シードとなり、マーベリックスは地区優勝できなかったため第1から第3シードを得られず、さらにウェスタン・カンファンレンス全体で勝利数がスパーズに次いで2位の成績であったため、ウェスタン・カンファレンス全体で3地区のチャンピオンチームを除いたチームの中で勝利数1位となり、第4シードとなってしまった。パシフィック地区のチャンピオンチームフェニックス・サンズは、ウェスタン・カンファンレンス全体で3位の成績を有していたが、第2シードとされ、ノースウェスト地区のチャンピオンチームデンバー・ナゲッツは、ウェスタン・カンファレンス全体で7位タイの成績でありながら、第3シードとされた。つまりスパーズとマーベリックスの両チームが勝ちあがった場合、カンファレンス決勝ではなく準決勝で対戦することになった。
さらにこのシーズン、スパーズとマーベリックスの両チームと同じウェスタン・カンファレンスに属するメンフィス・グリズリーズとロサンゼルス・クリッパーズは、各地区の勝者が確定しマーベリックスが第4シードとなることが決まった後のレギュラーシーズンの終盤に対戦があった。グリズリーズとクリッパーズは少なくとも第6シードは確保しており、どちらのチームが第5シードのチームとしてマーベリックスとプレーオフ1回戦で対戦するか、また7戦のうち4戦を敵地で対戦するかどうかを決めるのみであった。第6シードとなるチームは第3シードのデンバー・ナゲッツとホームで7戦中4戦を行う条件で対戦することとなっていた。その上、もし第5シードとなったチームが難敵マーベリックスを何とか破ったとしても、準決勝で第1シードのスパーズと対戦することはほぼ確実であった。第5シードとなるチームはカンファレンス決勝にたどり着くためには、カンファレンス上位の2チームを破る必要がある一方で、第6シードとなったチームはそれら上位2チームのうち1チームとだけ、しかもカンファレンス決勝までは対戦する必要がない状況となった。
このことから、グリズリーズとクリッパーズが、第6シードとなるためには負けたほうが良いとも言えるシーズン終盤の対戦でどれだけ本気で勝とうとするかについて疑問が持たれることとなった。結局クリッパーズがグリズリーズに敗れたが、クリッパーズがわざと負けたという証拠はなかった。プレーオフの第1ラウンドで、有利とされた第6シードのロサンゼルス・クリッパーズはデンバー・ナゲッツを5戦で破る一方で、第5シードのメンフィス・グリズリーズは優勢なダラス・マーベリックスに4連敗で敗れた。

※()内はウェスタン・カンファレンス全体での順位。サクラメント・キングスとデンバー・ナゲッツは同じ勝利数で7位タイ。
|  | ファースト・ラウンド | ファースト・ラウンド              | ファースト・ラウンド |                       |   | カンファレンス準決勝  | カンファレンス準決勝 | カンファレンス準決勝 |  |  | カンファレンス決勝 | カンファレンス決勝 | カンファレンス決勝 |  |
|  |                      |                                   |                      |                       |   |                       |                      |                      |  |  |                    |                    |                    |  |
|  | 1                    | サンアントニオ・スパーズ(WC1位)   | 4                    |                       |   |                       |                      |                      |  |  |                    |                    |                    |  |
|  | 1                    | サンアントニオ・スパーズ(WC1位)   | 4                    |                       |   |                       |                      |                      |  |  |                    |                    |                    |  |
|  | 8                    | サクラメント・キングス(WC7位)     | 2                    |                       |   |                       |                      |                      |  |  |                    |                    |                    |  |
|  | 8                    | サクラメント・キングス(WC7位)     | 2                    |                       | 1 | スパーズ(WC1位)       | 3                    |                      |  |  |                    |                    |                    |  |
|  |                      |                                   |                      |                       | 1 | スパーズ(WC1位)       | 3                    |                      |  |  |                    |                    |                    |  |
|  |                      |                                   | 4                    | マーベリックス(WC2位) | 4 |                       |                      |                      |  |  |                    |                    |                    |  |
|  | 5                    | メンフィス・グリズリーズ(WC4位)   | 4                    | マーベリックス(WC2位) | 4 | 0                     |                      |                      |  |  |                    |                    |                    |  |
|  | 5                    | メンフィス・グリズリーズ(WC4位)   |                      |                       |   |                       |                      |                      |  |  |                    |                    |                    |  |
|  | 4                    | ダラス・マーベリックス(WC2位)     | 4                    |                       |   |                       |                      |                      |  |  |                    |                    |                    |  |
|  | 4                    | ダラス・マーベリックス(WC2位)     | 4                    |                       | 4 | マーベリックス(WC2位) | 4                    |                      |  |  |                    |                    |                    |  |
|  |                      |                                   |                      |                       |   |                       |                      |                      |  |  |                    |                    |                    |  |
|  |                      |                                   | 2                    | サンズ(WC3位)         | 2 |                       |                      |                      |  |  |                    |                    |                    |  |
|  | 3                    | デンバー・ナゲッツ(WC7位)         | 2                    | サンズ(WC3位)         | 2 | 1                     |                      |                      |  |  |                    |                    |                    |  |
|  | 3                    | デンバー・ナゲッツ(WC7位)         |                      |                       |   |                       |                      |                      |  |  |                    |                    |                    |  |
|  | 6                    | ロサンゼルス・クリッパーズ(WC5位) | 4                    |                       |   |                       |                      |                      |  |  |                    |                    |                    |  |
|  | 6                    | ロサンゼルス・クリッパーズ(WC5位) | 4                    |                       | 6 | クリッパーズ(WC5位)   | 3                    |                      |  |  |                    |                    |                    |  |
|  |                      |                                   |                      |                       | 6 | クリッパーズ(WC5位)   | 3                    |                      |  |  |                    |                    |                    |  |
|  |                      |                                   | 2                    | サンズ(WC3位)         | 4 |                       |                      |                      |  |  |                    |                    |                    |  |
|  | 7                    | ロサンゼルス・レイカーズ(WC6位)   | 2                    | サンズ(WC3位)         | 4 | 3                     |                      |                      |  |  |                    |                    |                    |  |
|  | 7                    | ロサンゼルス・レイカーズ(WC6位)   |                      |                       |   |                       |                      |                      |  |  |                    |                    |                    |  |
|  | 2                    | フェニックス・サンズ(WC3位)       | 4                    |                       |   |                       |                      |                      |  |  |                    |                    |                    |  |

この結果、「スパーズとマーベリックスがカンファレンスの2つのベストチームであるのに、カンファレンス決勝ではなく準決勝で対戦しなければならないことがアンフェアである」と多くの評論家やファンが考えることとなった。これは、ベストチーム同士の対戦がなるべくプレーオフの後のラウンドで対戦すべきことに反するからのみならず、プレーオフに参加する他のチームは組み合わせに恵まれれば、カンファレンス決勝までマーベリックスとスパーズのトップ2チームの双方と決勝まで対戦しなくて済むことができ、楽な時期を与えているということからであった。
このような事態を見てNBAは、2006年8月3日に、改正されたプレーオフのシード決定システムを発表した。新ルールでは、3つの地区の勝者と3つの地区の勝者以外で最も勝利したチームを含めた4チームで、勝利数にしたがって第1から第4シードまで割り振るシステムである。これにより3つの地区の勝者以外で最も勝利したチームも第2、第3シードを狙うことができる。残りの出場4チームも同様に、第1から第4シードまでのチームを除いた中でシーズン成績が上位のチームから、第5から第8シードまで割り振られた。チーム間で勝率が同率の場合、タイブレークの基準が定められており、(1)から順に適用される。
- (-)勝率差があればタイブレークは不要。
- (1)ディビジョン優勝チームが優越
- (2)直接対決勝敗
- (3)同カンファレンス内勝率
- (4)同カンファレンス内のプレーオフ進出チームに対する勝率
- (5)別カンファレンス内のプレーオフ進出チームに対する勝率
- (6)すべての試合の総得点

### 2015-16年NBAプレーオフからのルール変更
地区優勝以外のチームで最も勝利したチームが複数あった場合には、単にタイブレークのルールに従ってそのうちの1チームのみ上位にシードするしかないため、これが不公平だとしてこのシステムに欠点があるとの声が多く、2016年から完全に地区優勝とは無関係にシードが割り振られるようになった。

### 2020年
2020年以降、プレイインゲームを使用して、NBAプレーオフの最初のラウンドで最終的に資格のあるチームを決定するようになった。2020年のプレーイン形式では、カンファレンス内の9位のチームが8位のチームの4ゲーム差以内でレギュラーシーズンを終えた場合、シーズン後のプレーインシリーズで競う。このフォーマットは、No。9のメンフィス・グリズリーズが、No. 8のポートランド・トレイルブレイザーズにハーフゲーム差内で終了したため、ウェスタン・カンファレンスでのみ行われた。トレイルブレイザーズは、上位シードとして1ゲームの自動リードを保持し、プレーオフに進むためにゲーム1でグリズリーズを退けた。

### 2021年
2021年、プレーインゲームのフォーマットが完成した。2021年には、各カンファレンスの上位6チームがプレーオフに進み、7位から10位のチームがプレーイントーナメントを行う。7位と8位のチームは、プレーオフの資格を得るために対戦し1勝すれば第7シードでプレーオフに進め、敗れた場合は、9位と10位のチームの勝者に1勝すれば第8シードでプレーオフに進める。9位と10位のチームはプレーオフに進むためには、2つの連続したゲームに勝つ必要があり、第8シードでプレーオフに進むことができる。2022年にもプレイイントーナメントは採用される。

## その他
- 第1シードのチームを倒して第8シードのチームが勝ち上がったのは６例だけである。1994年にデンバー・ナゲッツがシアトル・スーパーソニックスに3-2で勝利、1999年（ロックアウトによりシーズンが短縮された年）にニューヨーク・ニックスがマイアミ・ヒートに3-2で勝利、2007年西カンファレンス1回戦で、ゴールデンステート・ウォリアーズがダラス・マーベリックスを4-2で打破。これは7戦制になって初めて第8シードが第1シードを倒した例である。そして2011年西カンファレンス1回戦で、メンフィス・グリズリーズがサンアントニオ・スパーズを4‐2で勝利。さらに翌2012年東カンファレンス1回戦で第8シードのフィラデルフィア・セブンティシクサーズが第1シードのシカゴ・ブルズを4-2で勝利した。2023年東カンファレンス1回戦でプレーインを勝ち抜き、第８シードとしてプレーオフに出場したマイアミ・ヒートが第１シードのミルウォーキー・バックスに４-１で勝利した。1999年のニックスと2023年のヒートは第8シードのチームがNBAファイナルに到達した例である。
- 1994年から95年のシーズンのヒューストン・ロケッツは、NBAファイナルを勝った最低シードのチームである。この前年優勝チームはそのシーズンで強豪が揃った西カンファレンスの第6シード（47勝35敗）にいた。1995年のファイナルで、ロケッツは、オーランド・マジック（東カンファレンス57勝25敗）を4連勝で破った。ロケッツは、ユタ・ジャズ（西カンファレンス60勝22敗）を3勝2敗で、フェニックス・サンズ（西カンファレンス59勝23敗）を4勝3敗でそれぞれ破った。1995年のリーグMVPデビッド・ロビンソン率いるサンアントニオ・スパーズ（西カンファレンス62勝20敗）を4勝2敗で破り、ファイナルに到達した。NBA史上唯一、50勝以上しているチームをプレーオフで4チーム破ったこととなる。このシーズン、ロケッツはプレーオフ争いから脱落しそうになって以降5連勝するなど、大事な場面での勝負強さを発揮した。
- ボストン・セルティックスは、16勝3敗というNBAファイナル最多勝記録を有している。ロサンゼルス・レイカーズは、NBAファイナル最多試合数（28試合）の記録を有しているが、記録は14勝14敗である。
- 2007年のデトロイト・ピストンズは、プレーオフの最初の7戦を連勝した唯一のチームである。
- NBAファイナル制覇の最多記録を有しているのは、ボストン・セルティックスのビル・ラッセルで11回。
- シャキール・オニールの所属するチーム（オーランド・マジック、ロサンゼルス・レイカーズ、マイアミ・ヒート）は、プレーオフのシリーズにおいて初戦を勝つと、そのプレーオフシリーズで25勝0敗の成績を残している。
- サンアントニオ・スパーズのビッグスリー（2004-05シーズンから2017-18シーズンまでの中心選手ティム・ダンカン、トニー・パーカー、マヌ・ジノビリ)は、トリオ通算プレーオフ試合数NBA歴代1位、プレーオフ勝利数歴代1位[3]。

## 脚註
1. ↑  Playoff Seeding Primer --- NBA.com
2. ↑  “FAQ: NBA Play-In Tournament”.   NBA.com (2022年4月7日). 2022年4月7日閲覧。
3. ↑  “The Spurs' Big Three is already the most impressive big three” (2014年3月16日). 2014年3月16日閲覧。